# Saurasen
Koordinaten: 51° 37′ 12″ N, 11° 22′ 17″ O
Der Saurasen ist ein Naturschutzgebiet in der Stadt Arnstein im Landkreis Mansfeld-Südharz in Sachsen-Anhalt.
Das Naturschutzgebiet mit dem Kennzeichen NSG 0077 ist 32,79 Hektar groß. Es liegt innerhalb des Landschaftsschutzgebietes „Harz und Vorländer“. Das Gebiet steht seit dem 1. Mai 1961 unter Schutz. Zuständige untere Naturschutzbehörde ist der Landkreis Mansfeld-Südharz.
Das Naturschutzgebiet liegt nordwestlich von Mansfeld im Naturpark Harz/Sachsen-Anhalt (Mansfelder Land). Es stellt einen naturnahen Hainsimsen- und Waldmeister-Rotbuchenwald mit einem hohen Anteil an Traubeneichen auf dem Hochplateau des Katzenberges unmittelbar westlich des Ortes Saurasen unter Schutz. In der Krautschicht des Hainsimsen-Buchenwald wachsen u. a. Weißliche Hainsimse, Haarhainsimse, Bergplatterbse und Schlängelschmiele. Auf mageren Standorten ist auch Heidelbeere zu finden, während an feuchten Standorten Waldrispengras wächst. Der Waldmeister-Rotbuchenwald wird in der Krautschicht von Goldnessel, Verschiedenblättrigem Schwingel, Riesenschwingel, Einblütigem Perlgras und Maiglöckchen geprägt. 
Der Laubmischwald verfügt über einen hohen Altholzanteil und ist Lebensraum für Habicht, Mäusebussard, Wespenbussard und die Höhlenbrüter Schwarzspecht und Hohltaube.
Das Naturschutzgebiet grenzt im Süden an die Bundesstraße 242. Es wird von Südwesten nach Nordosten von einer Hochspannungsleitungstrasse durchquert.